# Riccardo Felici

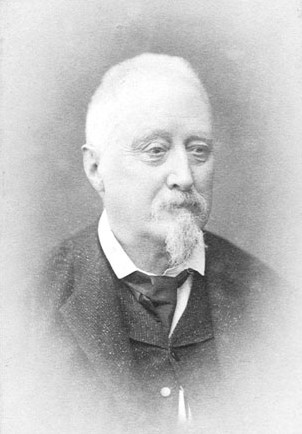

Riccardo Felici (* 11. Juni 1819 in Parma; † 20. Juli 1902 in Sant’Alessio bei Lucca) war ein italienischer Physiker. Er ist bekannt für Beiträge zur elektromagnetischen Induktion.

## Leben
Felici studierte erst Ingenieurwesen und dann Physik an der Universität Pisa, wo er 1846 Assistent von Carlo Matteucci wurde. Er wurde dort Assistenzprofessor und 1859 Leiter des physikalischen Kabinetts. Ab 1862 war er Nachfolger von Matteucci auf dem Lehrstuhl. Von 1870 bis 1882 war er Rektor der Universität.
Ab den 1850er Jahren befasste er sich mit der elektromagnetischen Induktion (er stellte für diese ein quantitatives Gesetz auf). Er befasste sich auch mit Optik.
Er war auch in den italienischen Einigungskriegen aktiv wie sein Lehrer Mateucci (zum Beispiel nahm er an der Schlacht von Curtatone und Montanara 1848 teil).
1875 wurde er Mitglied der Accademia dei Lincei. Felici gab von 1893 bis 1900 zusammen mit Enrico Betti die Zeitschrift Il Nuovo Cimento heraus.
Zu seinen Schülern gehörte Antonio Roiti (1843–1921; sein Assistent und später Professor) und Angelo Battelli (1862–1916; der Nachfolger auf seinem Lehrstuhl).
Ihm gelang es mit Hilfe elektrischer Sonden die Kugel im Bein von Giuseppe Garibaldi zu lokalisieren, als dieser in der Schlacht von Aspromonte verwundet wurde.

## Schriften

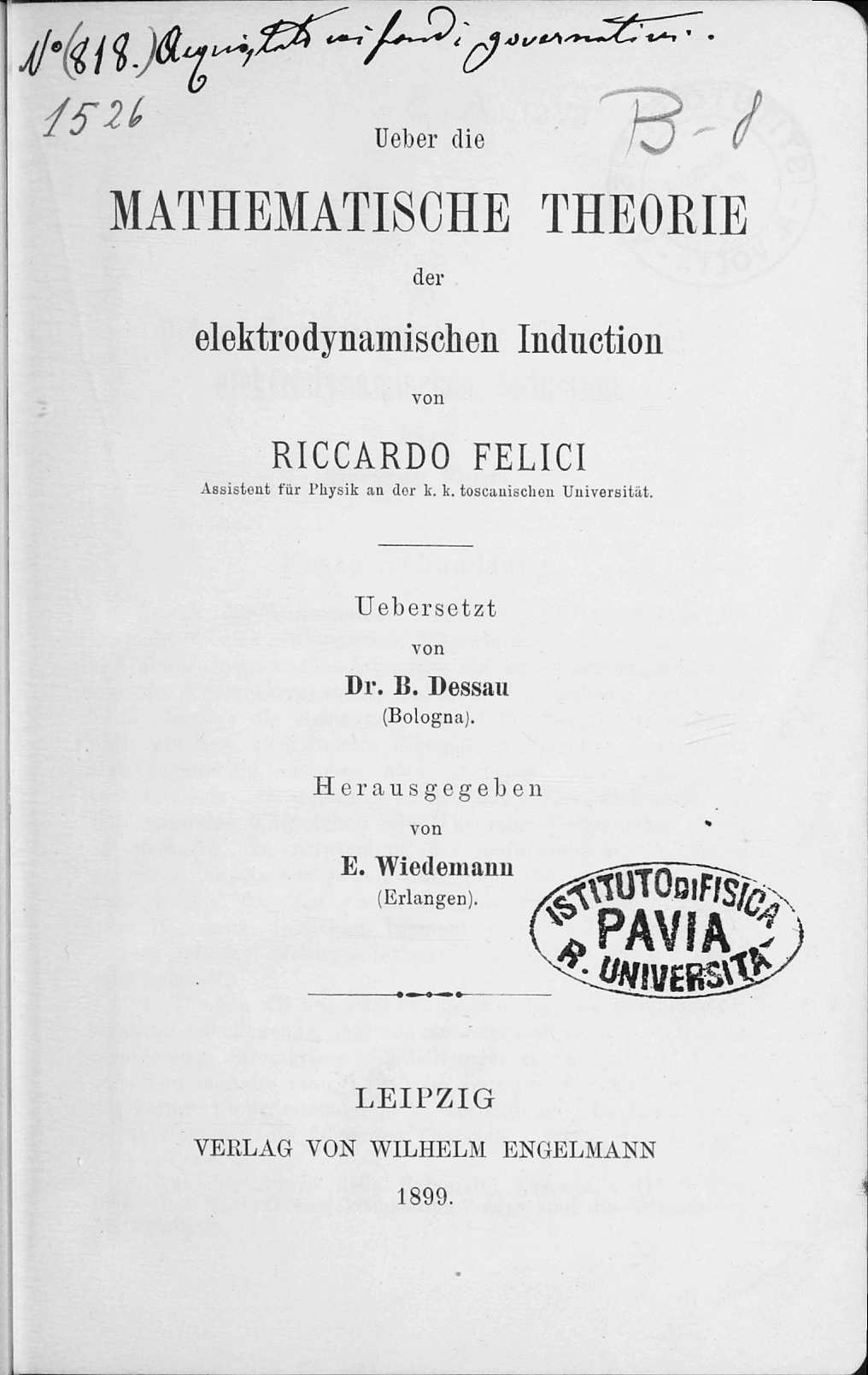
Über die mathematische Theorie der elektrodynamischen Induction, 1899

- Ueber die mathematische Theorie der elektrodynamischen Induction, Ostwald's Klassiker Nr. 109, Herausgeber E. Wiedemann, Übersetzer B. Dessau, Leipzig: Wilhelm Engelmann 1899, Archive, Projekt Gutenberg (Italien) (italienisches Original: Sulla teoria matematica dell'induzione elettrodinamica, Teil 1,2, Annali di Università Toscana, Band III, Teil 2, Pisa 1854, Teil 3, Band 4, Teil 2, 1855)
- Ricerche sulle leggi generali della induzione elettro-dinamica, Il Nuovo Cimento, 1 (1855), 325–341.
- Esperienze sopra un caso di correnti indotte, nel quale sarebbero nulle le forze elettro-dinamiche esercitate dal conduttore inducente sopra l'indotto qualora fosse percorso da una corrente, Il Nuovo Cimento, 2 (1855), 321–329.
- Sulla legge di Lenz, e sopra alcune recenti esperienze del prof. Matteucci sull'induzione elettro-dinamica, Il Nuovo Cimento, 3 (1856), 198–208.
- Esperienza sopra un caso singolare della induzione elettrodinamica, Il Nuovo Cimento, 9 (1859), 75–81.
- nota sopra una osservazione del Sig. A. De La Rive ad una delle esperienze fondamentali della teoria dell'induzione elettrodinamica, Il Nuovo Cimento, 9 (1859), 345–347.
- Esperienze che dimostrano che quando un corpo ruota sotto la influenza di una calamita, la forza che, in virtù delle correnti indotte, si sviluppa fra la calamita e il corpo indotto, è repulsiva o attrattiva a seconda della direzione del moto, Il Nuovo Cimento, 10 (1859), 5–12.
- Nota al precedente lavoro del Sig. Helmholtz, Il Nuovo Cimento, 6 (1871), 71–72.
- Esperienze sulle forze elettromotrici indotte da un solenoide chiuso, Il Nuovo Cimento, 9 (1873), 5–11.
- Sopra un nuovo interruttore e sul suo uso in alcune esperienze di induzione, Il Nuovo Cimento, 1874 (12), 115–140:
- Un’altra esperienza sulla rotazione del conduttore radiale, Il Nuovo Cimento, 13 (1875), 224–226.
- Sul potenziale di un conduttore in movimento sotto l'influenza di un magnete, Il Nuovo Cimento, 24 (1888), 32–40.